# Flottatjärnen, Norrbotten
Flottatjärnen är en sjö i Bodens kommun i Norrbotten och ingår i Råneälvens huvudavrinningsområde. Sjöns area är 0,04 kvadratkilometer och den är belägen 60 meter över havet.